# 京谷和幸
京谷和幸（1971年8月13日—），日本足球運動員，輪椅籃球運動員，日本國家輪椅籃球隊成員。

## 足球
1990年，京谷和幸在古河電工开始足球生涯。1993年11月28日，因車禍而喪失了雙腳功能（脊髓損傷）。

## 輪椅籃球
京谷和幸参加了2000年， 2004年， 2008年，2012年夏季残奥会。